# Ellingsrud

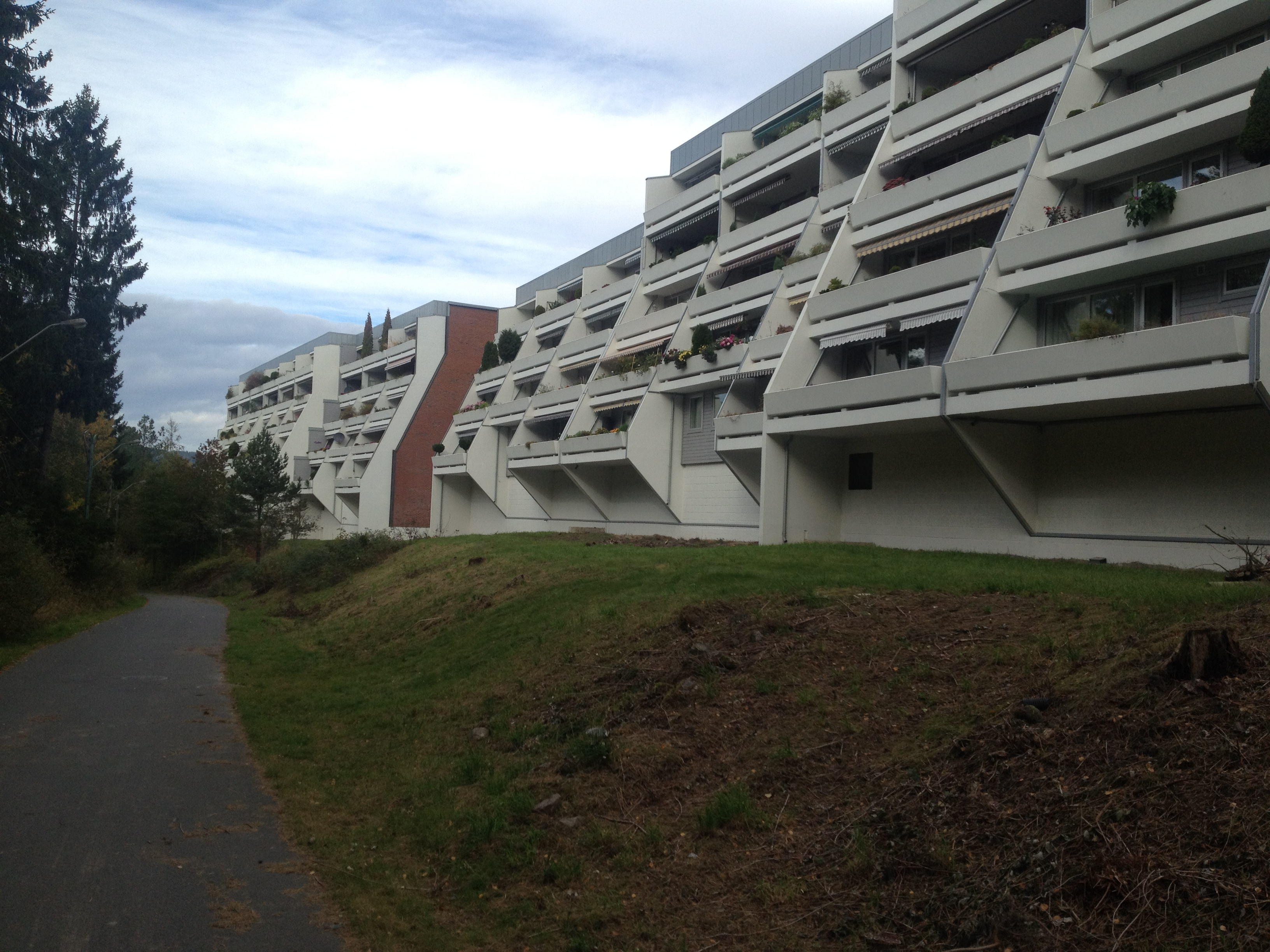
Wohnblock in Ellingsrud

Ellingsrud ist ein Stadtviertel in der norwegischen Hauptstadt Oslo. Das Viertel liegt im Stadtteil Alna in Groruddalen.

## Lage
Ellingsrud liegt nordöstlich des Osloer Stadtzentrums an der Ostgrenze des Stadtteils Alna und der Kommune Oslo. Das Stadtviertel wird im Süden durch die Østmarka, einem Teil der Marka, begrenzt. Im Osten liegt die Osloer Nachbarkommune Lørenskog. Nördlich von Ellingsrud befinden sich die beiden Osloer Wohnviertel Furuset und Høybråten. Im Nordosten grenzt das Industrieviertel Karihaugen an.

## Geschichte
Das heutige Stadtviertel Ellingsrud wurde nach dem Hof Ellingsrud benannt. Der Hof gehörte bis 1663 zum Kloster Hovedøya. Vom Mittelalter bis ins 20. Jahrhundert wurden in der Gegend ein Sägewerk, eine Mühle sowie eine Ziegelei betrieben. Ab den 1970er-Jahren wurde Ellingsrud zu einem größeren Wohnviertel ausgebaut. Typisch für das Viertel sind Terrassenwohngebäude, also Gebäude mit abgestuften Fassaden, und Reihenhäuser. Zudem gibt es Bereiche mit Einfamilienhäusern.
Im Jahr 1981 wurde das Viertel durch die Erweiterung der Furusetbanen-Linie um die Station Ellingsrudåsen an das Osloer U-Bahn-Netz angeschlossen. Im selben Jahr wurde die Ellingsrud kirke, eine Kirche mit rund 550 Sitzplätzen, fertiggestellt.

## Verkehr
Im Stadtviertel endet an der U-Bahn-Station Ellingsrudåsen die U-Bahnlinie Furusetbanen. Im Norden von Ellingsrud zweigt der Riksvei 159 von der Europastraße 6 (E6) ab. Die E6 führt von dort weiter in den Norden, der Riksvei 159 stellt die Verbindung zur weiter östlich gelegenen Stadt Lillestrøm her.